# グローティウス (小惑星)
グローティウス (9994 Grotius) は、小惑星帯に位置する小惑星である。パロマー天文台のトム・ゲーレルスとライデン天文台のファン・ハウテン夫妻が発見した。
17世紀のオランダの法学者、フーゴー・グローティウス（1583年 - 1645年）に因んで名付けられた。